# Super Punch-Out!!
Super Punch-Out!! é um jogo eletrônico de boxe desenvolvido e publicado pela Nintendo para o seu console Super Nintendo Entertainment System (SNES). O game foi lançado em 14 de setembro de 1994 na América do Norte e novamente na mesma região em 1996. Foi lançado na Europa em 26 de janeiro de 1995 para o mesmo console e no Japão em 1998 para a série de cartuchos de Memória flash Nintendo Power.
O sucesso de Super Punch-Out!! permitiu que o game fosse relançado posteriormente para outras plataformas, como um bônus destravável para a versão GameCube de seu Fight Night Round 2, devido à inclusão do Little Mac neste game. O jogo também foi lançado para o Virtual Console do Wii na Europa em 20 de março de 2009, na América do Norte em 30 de março de 2009, e no Japão em 7 de julho de 2009; e para o New Nintendo 3DS eShop em 5 de maio de 2009. O game também foi relançado nos Estados Unidos em setembro de 2017, como parte do Super NES Classic Edition da empresa. É o quarto jogo da série de jogos eletrônicos Punch-Out!!, sendo o sucessor do Mike Tyson's Punch-Out!!, do Nintendinho.
Em Super Punch-Out!! o player controla Little Mac, enquanto ele luta para se tornar o campeão da World Video Boxing Association. Os jogadores, lutando de uma perspectiva "behind the back", devem nocautear seu oponente em três minutos para vencer. Os jogadores podem lançar jabs, ganchos e uppercuts contra seus oponentes, bem como bloquear, esquivar e contra-atacar seus oponentes. O game foi desenvolvido pela equipa da "Nintendo Integrated Research and Development", liderados por Genyo Takeda, Minoru Arakawa e Makoto Wada.
O game contou também com a dublagem de Charles Martinet.
O jogo recebeu elogios positivos dos críticos por seu estilo de desenho animado, seus oponentes coloridos e estranhos, controles de jogabilidade simples e valor de replay. O jogo também contou com gráficos coloridos e detalhados, que incluíam o uso de transparência que facilita a perspectiva "atrás das costas" do jogo. Outros revisores disseram que esse jogo não tinha o apelo geral, a jogabilidade ou a audiência do seu antecessor.

## Oponentes
Ao todo, "Little Mac" enfrentará 16 oponentes durante o jogo, nesta ordem:
| Circuito Menor - Gabby Jay - Bear Hugger - Piston Hurricane - Bald Bull (detentor do cinturão do "Circuito Menor") | Circuito Maior - Bob Charlie - Dragon Chan - Masked Muscle - Mr. Sandman (detentor do cinturão do "Circuito Maior") | Circuito Mundial - Aran Ryan - Heike Kagero - Mad Clown - Super Macho Man (detentor do cinturão de "Campeão do Mundo") | Circuito Especial - Narcis Prince - Hoy Quarlow - Rick Bruiser - Nick Bruiser (detentor do cinturão do "Circuito Especial") |